# Antónisz Mínu
Antónisz Mínu (Aridaea, 1958. május 4. –) görög válogatott labdarúgó, edző.

## Sikerei, díjai
- PAE Panathinaikósz AÓ:
  - Görög labdarúgó-bajnokság : 1984, 1986
  - Görög labdarúgókupa : 1984, 1986, 1988

- AÉK:
  - Görög labdarúgó-bajnokság : 1989, 1992, 1993
  - Görög labdarúgó-szuperkupa : 1990
  - Görög labdarúgó-ligakupa : 1989

## Fordítás
- Ez a szócikk részben vagy egészben  az   Antonis Minou című angol Wikipédia-szócikk fordításán alapul.  Az eredeti cikk szerkesztőit annak laptörténete sorolja fel. Ez a jelzés csupán a megfogalmazás eredetét és a szerzői jogokat jelzi, nem szolgál a cikkben szereplő információk forrásmegjelöléseként.